# モービッド・エンジェル
モービッド・エンジェル（Morbid Angel）は、アメリカ合衆国出身のデスメタル・バンド。
フロリダ産デスメタルの一つで、同郷のデス、オビチュアリー、ディーサイドらと共に当分野の草創期から活動。1990年代初頭以降からのデスメタル・シーンに、大きな影響を与えた。

## 概要
トレイ・アザトース自身が「モービッド・エンジェルはライブ・バンドである」と公言しており、数多くのライブをこなしている。しかしながら、メンバーに関しては1990年代に入ってからもトレイとピート以外のラインナップは安定せず、しばしばメンバー交代が行われてきた。
日本のライナーノーツでは「デスメタルの魔王」とも表現されている。
イギリスの音楽雑誌『Terrorizor』における「デスメタル・アルバム・ベスト40」では彼等のアルバム2枚がランクインし、その内『狂える聖壇』は1位に輝いた。また同じく音楽雑誌である『Decibel』においては、トレイが「デスメタルのギタリスト」で1位にランクインしている。
彼らがレコーディングに使用したフロリダ州タンパのモリサウンドとそこを拠点に活躍していたプロデューサーのスコット・バーンズが作り出すサウンドは世界中のデスメタル・バンドの憧れになり、世界中から次々とデスメタル・バンドがレコーディングに訪れるようになった。

## 略歴

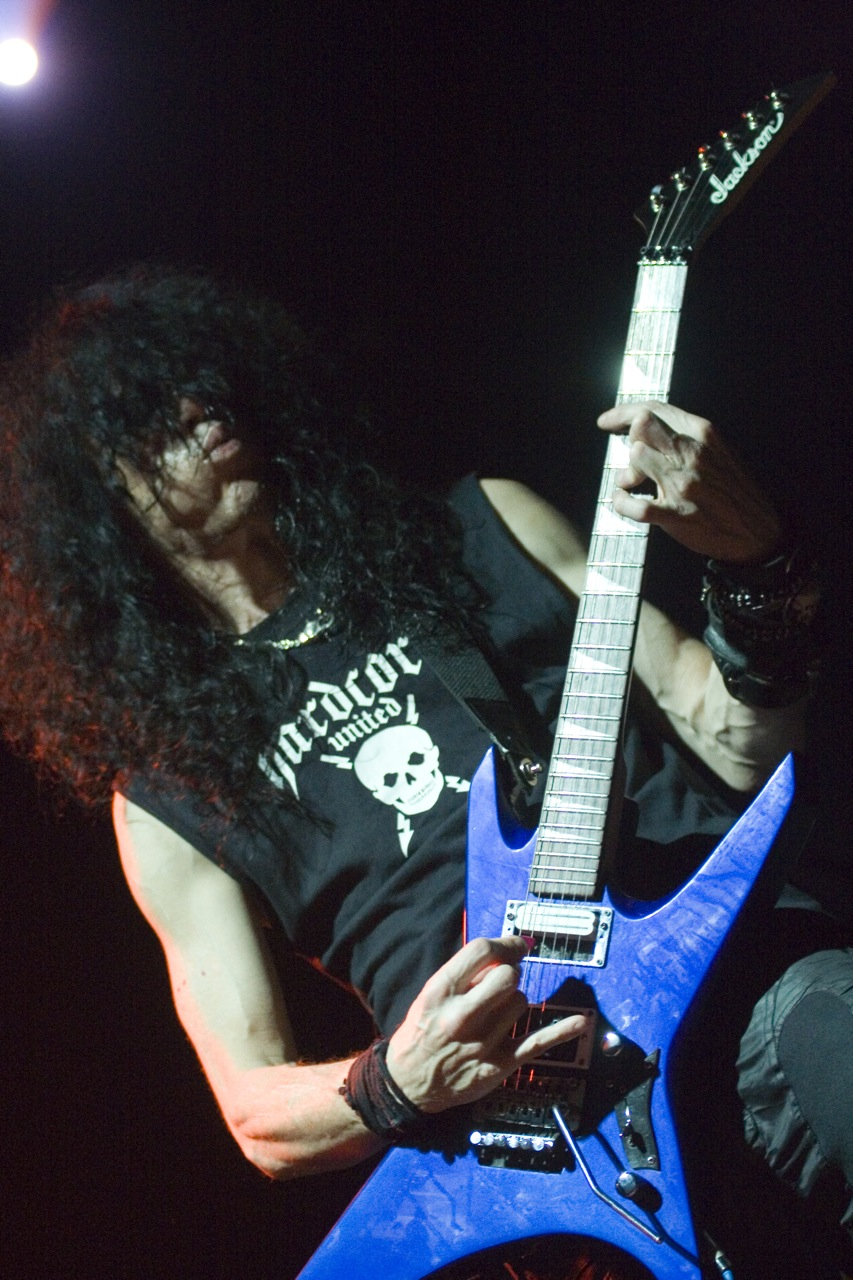
創設者トレイ・アザトース(G) 2009年

1983年、トレイ・アザトース（ギター）をリーダーとし、マイク・ブラウニング（ドラム）、ダラス・ウォード（ベース）の3人で結成される。メンバーを入れ替えながら活動を続ける。ボーカルが不在の場合にはマイクがボーカルを兼任することもあった。1985年、リチャード・ブルーネル（ギター）が加入。
1986年、デヴィッド・ヴィンセントのプロデュースにより『Abominations of Desolation』を録音し、デヴィッドがオーナーのレコード会社よりリリースする予定であったが、完成度に満足していなかったことに加え、録音後にメンバーが交代したため、結局は1991年までリリースせずお蔵入りとなる（ただしそのうちの数曲はリメイクされ、後のアルバムに収録されることとなる）。その後、デヴィッドがバンドに加入する。
1988年7月4日にロサンゼルスのバンド、テロライザーのピート・サンドヴァルが加入する。以降、トレイとピートのみが固定メンバーとなる。1989年、ファースト・アルバム『狂える聖壇』をリリース。1991年7月には、「病める者は幸いなるかな」を意味するタイトルを冠したセカンド・アルバム『病魔を崇めよ』をリリースした。同年9月、1986年に録音していたアルバム『Abominations of Desolation』をリリース。メンバー曰く「音質の悪い海賊盤（Scream Forth Blasphemies）が出回っていたのを見かねて公式にリリースをした」とのことで、メンバーは公式のファースト・アルバムではないと否定している。
1993年、サード・アルバム『カヴァナント』をリリース。1995年には、セカンド・ギタリストとしてRipping Corpseで活動していたエリック・ルータンを加え、4人編成でアルバム『ドミネイション』をリリースした。1996年、ライブ・アルバム『インタングルド・イン・ケイオス』をリリース。デヴィッドが脱退。1997年、後任としてスティーヴ・タッカー（ボーカル、ベース）が加入。1998年、アルバム『フォーミュラス・フェイタル・トゥ・ザ・フレッシュ』をリリースする。セカンド・ギタリストは一時的に再加入したリチャード・ブルーネル。2000年、アルバム『ゲイトウェイズ・トゥ・アナイアレイション』をリリース。セカンド・ギタリストはエリック・ルータンが務めた。
2001年、日本のラウドロック・フェスティバル「BEAST FEAST 2001」に出演。スティーヴ・タッカーが脱退し、ジャレッド・アンダーソンが加入。2002年、ジャレッドとエリックがヘイト・エターナルでの活動に専念するために脱退する。2003年、スティーヴ・タッカーを呼び戻し、そのまま3人編成でアルバム『ヘレティック』をリリース。ライブではトニー・ノーマンがヘルプとして参加。長らくセカンド・ギタリストが不在となる。2004年、スティーヴが再び脱退。デヴィッド・ヴィンセントが8年ぶりにバンドに復帰する。
2008年、デストラクター（元ザイクロン、ミルスコグ）がツアー時のセカンド・ギタリストとしてメンバーに加入。2010年、ピート・サンドヴァルが長年わずらっていた腰の手術を受けるためバンドから一時離脱し、セッション・メンバーとしてティム・イェング（元ヘイト・エターナル）を加え、新作のレコーディングを行う。また、これ以降、ティムがツアーにおいてもセッション・ドラマーを務める。
2011年、アルバム『狂える神々』をリリース。10年ぶりの来日も果たす。2012年11月初旬から年末にかけて、クリーターらとともに欧州ツアーを行う。2013年、デヴィッド・ヴィンセントへのインタビューで、ピート・サンドヴァルが脱退したことが判明する。
2015年6月19日、トレイ・アザトース以外、メンバー全員が脱退したことを発表。デヴィッドは反論したが、トレイとの話し合いの結果、今後活動を共にしないことで合意する。また、トレイはバンドの公式Facebookにて、2004年に脱退したスティーヴ・タッカーが復帰し、共に新作の制作を進めていることも発表している。
2017年1月10日、スコット・フラー (ドラムス)とダン・ヴァディム・ヴォン (ギター)の加入が発表された。12月、アルバム『キングダムズ・ディスデインド』をリリース。

## メンバー

### 現ラインナップ
- トレイ・アザトース (Trey Azagthoth) - ギター (1983年- )
本名、ジョージ・エマニュエル・3世（George Emmanuel III）。正確にはアツィグトートと発音する。
1965年3月26日生まれ。モービッド・エンジェルのリーダー。既婚者。
アルバムではシンセサイザーも操り、ギターシンセ（ローランドのGK-2A）なども導入していることが写真から確認できる。アイバニーズやジャクソンのギターも使用しているが、B.C.リッチ（真紅のアイアンバード）の愛用者として知られる。ギターテクニックはタッピングに加え、アーミングやワウペダルの使用を得意とする。これらのテクニックはヴァン・ヘイレンやジミ・ヘンドリックスに影響を受けているとのこと。また、メロディにおいてはモーツァルトからの影響を受けている。
好きなギタリストはエドワード・ヴァン・ヘイレン、ジミ・ヘンドリックス、フランク・マリノ、ロビン・トロワー、熱気バサラ[8]。
この業界では珍しく、有能なギタリストながらモービッド・エンジェル以外での活動を一切行っていない。
アザトース (Azagthoth)の名は、1977年にハードカバーが出版された『サイモン・ネクロノミコン (Simon Necronomicon) ISBN 0380751925』に由来し、一部の曲の歌詞はこの本に由来する。モービッド・エンジェルがクトゥルフ神話から直接的影響を受けているというのは間違い。
日本のアニメファンで『らんま1/2』『セーラームーン』『ガンダム』『マクロス』『天地無用!』などを好んでいる。特に『らんま1/2』はお気に入りらしくアルバムのサンクス・リストに入っている。好きなテレビゲームは『ストリートファイター』『デビルメイクライ』『メタルギアソリッド』『Quake』『グランド・セフト・オート・バイスシティ』『DOOM』など[9][10][11]。
- スティーヴ・タッカー (Steve Tucker)　- ボーカル、ベース (1997年-2001年、2003年-2004年、2015年- )
元Ceremony。
- スコット・フラー (Scott Fuller) - ドラムス (2017年- )
元アビスマル・ダウン。
- ダン・ヴァディム・ヴォン (Dan Vadim Vom) - ギター (2017年- )

### 旧メンバー
- ダラス・ウォード (Dallas Ward) - ボーカル、ベース (1983年-1985年)
- テリー・サミュエルズ (Terri Samuels) - ボーカル (1984年)
- ケニー・バンバー (Kenny Bamber) - ボーカル (1985年)
- マイケル・マンソン (Michael Manson) - ボーカル (1986年)
- ジャレッド・アンダーソン (Jared Anderson) - ボーカル、ベース (2001年-2002年)
1976年1月生、2006年10月14日没
エリック・ルータンと共にヘイト・エターナルでも活動をしていた。元INTERNECINE。
- リチャード・ブルーネル (Richard Brunelle) - ギター (1985年-1992年)
PATHS OF POSSESSIONでも活動していたが、既に脱退している。
- エリック・ルータン (Erik Rutan) - ギター (1993年-1996年、1999年-2002年)
モービッド・エンジェル加入以前はRIPPING CORPSEで活動。現在はALAS、ヘイト・エターナルでの活動のほか、フロリダに自分のスタジオMana Recording Studiosを持ち、インターナル・サファリング 、カンニバル・コープス、ゴートホアなどのアルバムのプロデュースを行っている。モービッド・エンジェルの2006年のヨーロッパ・ツアーではセカンド・ギタリストとして、ライブ・サポートを務めた。
- ジョン・オルテガ (John Ortega) - ベース (1985年-1986年)
- スターリング・フォン・スキャボロウ (Sterling "Von" Scarborough) - ベース (1986年)
INCUBUS、USURPERでベース兼ボーカルとして活動していたが、どちらも既に解散している。
- デヴィッド・ヴィンセント (David Vincent) - ボーカル、ベース (1986年-1996年、2004年-2015年)
1965年4月22日生まれ。アルバム『ドミネイション』収録後に脱退し、インダストリアル・メタル・バンドのジェニトーチャーズにて「Evil D」の名義でベーシストとして活動していたが、2004年に再びモービッド・エンジェルに再加入した。テロライザーのファースト・アルバム『ワールド・ダウンフォール』でもベースを担当していた。
- マイク・ブラウニング (Mike Browning) - ドラムス、ボーカル (1983年-1986年)
モービッド・エンジェル脱退後、ノクターナスを結成しイヤーエイク・レコードより2枚のアルバムをリリースしたが後に脱退している。現在はインディーズにてノクターナスのメンバーとともにデスメタル・バンド、AFTER DEATHを結成、ボーカル兼ドラムとして活動中。
- ウェイン・ハートセル (Wayne Hartsell) - ドラムス (1986年-1988年)
- ピート・サンドヴァル (Pete Sandoval) - ドラムス (1988年-2013年)
1965年5月21日生まれ。南米エルサルバドルのサンタアナ出身。テロライザーを経てモービッド・エンジェルに加入。ドラムは18歳の時に初めて触れ、ツーバスはモービッド・エンジェルに加入してから練習したという（テロライザー時代はワンバスでブラストを叩いていた）。粒揃い、正確さ、スピードなどで圧倒的なテクニックを持ち、デスメタル界を代表するドラマーである。その凄まじいドラムテクニックから「The Commando」や「Pete the Feet」などの異名を付けられている（最も多い記述はPete“Commando”Sandoval）。その一方で、モービッド・エンジェルでは叙情的なインストも数曲書いている。
アルバム『ゲイトウェイズ・トゥ・アナイアレイション』以降、作曲者がDTMで書いたドラム・パートを忠実に演奏している。特にその切っ掛けとなった6枚目のアルバムではシンバルの細かなタイミングに至るまで作曲者の意向を尊重した演奏を行ったとされる。来日時のインタビューで「ドラムマシーンだって超えたいよ」と発言している。2010年、腰の手術のため一時離脱。その後、脱退した[4]。
- デストラクター (Thor Anders "Destructhor" Myhren) - ギター (2008年-2015年)
2008年より参加し、後に正式メンバーになる。元ザイクロン、ミルクスコグのギタリスト。ブラックメタル・バンドである1349ではライブ・サポートでギターを務めていた。
- ティム・イェング (Tim Yeung) -　ドラムス（2010年-2015年）
ピートの代理としてセッション・メンバーとして参加し、彼の脱退後は正式メンバーとなる。元ヘイト・エターナルのメンバーとしても知られる他、Decrepit Birth、ディヴァイン・ヘレシー、ペスティレンスなどで活動歴がある。

### セッション・メンバー
- トニー・ノーマン (Tony Norman) - ギター (2002年-2006年)
ライブでのヘルプ・ギタリスト。元MONSTROSITY。現在はBELLIGERENT、LOVER OF SIN在籍。再結成したテロライザーにも参加した。

## ディスコグラフィ
1989年から2003年までは、イヤーエイク・レコードに所属していた。北米などでは、ジャイアント・レコードからリリースされたこともある。その後、シーズン・オブ・ミストに移籍した。日本盤は初期はトイズファクトリー、それ以降はビクターエンタテインメントより発売されている。
また彼等のアルバムの売り上げは非常に高く、2003年の時点でカンニバル・コープス、ディーサイドに次いでアメリカだけでも（CD、DVDを含め）総合445,147枚を売り上げている。
アルバム単体で言えば、『カヴァナント』がデスメタル・アルバムとしては最も売れている（2003年の時点で127,154枚）。

### アルバム
- 『狂える聖壇』 - Altars of Madness (1989年)
- 『病魔を崇めよ』 - Blessed are the Sick (1991年)
- 『アボミネーションズ・オブ・ディソレーション』 - Abominations of Desolation (1991年) ※1986年録音
- 『カヴァナント』 - Covenant (1993年)
- 『ドミネイション』 - Domination (1995年)
- 『インタングルド・イン・ケイオス』 - Entangled in Chaos (1996年) ※ライブ
- 『フォーミュラス・フェイタル・トゥ・ザ・フレッシュ』 - Formulas Fatal to the Flesh (1998年)
- 『ゲイトウェイズ・トゥ・アナイアレイション』 - Gateways to Annihilation (2000年)
- 『ヘレティック』 - Heretic (2003年)
- 『狂える神々』 - Illud Divinum Insanus (2011年)
- Juvenilia (2013年) ※ライブ
- 『キングダムズ・ディスデインド』 - Kingdoms Disdained (2017年)

意図的に、アルバム名の最初の文字がリリース毎に「A」から順に「Z」へ向かっている。なお、1991年リリースの『Abominations of Desolation』は『病魔を崇めよ』リリース後に発売された、ピート加入前のデモ音源のリマスターであり、本人たちは正式なアルバムとして認めていない。